# Thomas Bull
Kjell Thomas Bull, född 20 juni 1965, är en svensk jurist. Sedan 1 mars 2025 är han justitiekansler.

## Biografi
Thomas Bull blev juris kandidat 1992, juris doktor 1997 och docent i offentlig rätt 2000. Han var professor i konstitutionell rätt vid Uppsala universitet 2008–2012 och utnämndes 2012 till justitieråd i Högsta förvaltningsdomstolen, ett ämbete han tillträdde den 1 januari 2013. Bull utsågs i november 2024 till justitiekansler och tillträdde tjänsten 1 mars 2025.
Inom det statliga kommittéväsendet har han varit expert i grundlagsutredningens expertgrupp för normkontroll, i förvarsutredningen, yttrandefrihetskommittén samt varit särskild utredare av Transportstyrelsens upphandling av IT-drift.